# Descarrilamento de trem em Adendro
O descarrilamento de trem em Adendro refere-se ao desastre ocorrido em 13 de maio de 2017 em Adendro, um vilarejo situado na unidade regional de Tessalônica, na Grécia. Segundo o comunicado da companhia ferroviária TrainOSE, um trem colidiu com uma residência, resultando em três mortos e dez pessoas feridas.

## Descrição dos eventos
Segundo a declaração da companhia ferroviária TrainOSE, em 13 de maio, às 21 horas e 45 minutos, um trem que viajava de Atenas com destino a Tessalônica descarrilou e colidiu com uma residência situada na vila de Adendro, na unidade regional de Tessalônica, Grécia.
O trem envolvido no acidente era uma unidade múltipla movida à diesel e pertencente à classe 520. Este estava sendo operado pela TrainOSE IC 58 e realizava um trajeto de Atenas para Tessalônica, transportando cerca de 70 passageiros, incluindo cinco tripulantes.

### Vítimas
Inicialmente, a TrainOSE divulgou que o acidente resultou em quatro vítimas fatais; contudo, a própria removeu essa informação. Este número foi amplamente noticiado pela mídia, incluindo The Independent, The Daily Express, e The Guardian. Este número, posteriormente, caiu para três. Entre eles, dois tripulantes (incluindo o motorista) e um passageiro.
Originalmente, os meios de comunicação estipularam que cinco pessoas ficaram feridas gravemente. De acordo com a TrainOSE, dez pessoas se feriram no acidente, a companhia também alegou que três delas estavam em estado grave.

## Investigação
Dias após o ocorrido, um relatório preliminar divulgado pelo Ministério dos Transportes e entregue ao ministro da Infraestrutura, Christos Spirtzis. Segundo as informações, o acidente ocorreu por velocidade excessiva e os investigadores estimaram que o trem estava viajando a mais de 140 km/h, sendo que o limite era de 60 km/h.
"O comitê, levando em conta as informações disponíveis e sujeito a qualquer informação adicional que possa surgir, quanto à extensão e magnitude do dano, estima que a causa do descarrilamento do trem de passageiros [número] 58 em 13/5/2017 é a sua velocidade"

"Com base na análise oficial dos dados do tacógrafo (Teloc) feita pela TrainOSE no momento do descarrilamento, a sua velocidade foi de 144,3 km/h, enquanto a velocidade permitida na área é de 60 km/h. O freio não parece ter sido pressionado".— Relatório preliminar divulgado pelo Ministério dos Transportes.